# 100% 파스칼 선생님
《100% 파스칼 선생님》(일본어: 100%パスカル先生)은 일본의 만화가인 나가이 유지의 코믹 만화다. 월간 코로코로 코믹(쇼가쿠칸)에서 2015년 2월호부터 연재중인 작품이다.
2016년 10월부터 유튜브에서 방송되었으며, 2017년 4월부터 12월까지 MBS · TBS 계열에서 방영되었으며, 대한민국에서는 2017년 11월 6일부터 대원방송 계열에서 방영중이다.

## 줄거리
초등학교 4학년 1반 담임으로 새로 부임해온 파스칼 선생님. 정중한 말투를 쓰고 있지만, 정작 말하는 것이나 하는 행동은 엉망진창! 하야토를 비롯한 4학년 1반 학생들도 말려들게 되면서 좌충우돌 개그의 날들이 시작된다.

## 등장인물
- 파스칼 선생님
- 하야카와 하야토(早川隼人)/차혜성
- 치카(ちか)/세나
- 이와타(岩田)/동식
- 카나모리 스티브(金森スティーブ)/이 스티브
- 키타노 유스케(北野祐介)/김철수
- 타치바나 히카루(立花ひかる)/나선화
- 이슈인 키라리(伊集院きらり)/김지나
- 교장 선생님

## 목소리 출연

### 일본어판
- 사토 하나: 파스칼 선생님
- 코다이라 유우키: 하야카와 하야토
- 토미오카 미사코: 치카
- 타케다 코우지: 이와타
- 코바야시 다이키: 카나모라 스티브
- 하마조에 신야: 키타노 유스케
- 마루야마 유카: 타치바나 히카루
- 미즈하시 카오리: 이슈인 키라라
- 호시노 미츠아키: 교장 선생님

### 한국어판
- 강시현: 파스칼 선생님
- 김도영: 차혜성
- 강은애: 세나
- 서원석: 동식
- 조현정: 이 스티브
- 박성영: 김철수
- 이다은: 나선화
- 김보나: 김지나
- 안장혁: 교장 선생님, 해설
- 서반석: 쿨, 이카프리오
- 이창민: 데몬

## 관련 서적
대원씨아이(대원키즈)에서 필름북을 간행하고 있으며, 2018년 9월 기준으로 2권(총 8화)가 간행되었다.

### 발매 현황
| 회차 | 제목                    | 발행 일자       |
| ---- | ----------------------- | --------------- |
| 1화  | 내 이름은 파스칼 선생님 | 2018년 6월 22일 |
| 2화  | 공포! 100% 신체검사     | 2018년 6월 22일 |
| 3화  | 마이 네임 이즈 전학생   | 2018년 6월 22일 |
| 4화  | 전설의 소녀, 나선화     | 2018년 6월 22일 |
| 5화  | 돌발 테스트를 조심해!   | 2018년 9월 11일 |
| 6화  | 이게 소문의 5월병       | 2018년 9월 11일 |
| 7화  | 디스 이즈 생일파티      | 2018년 9월 11일 |
| 8화  | 당신이 모르는 교무실    | 2018년 9월 11일 |